# Laura Zolper
Laura Sofia Zolper (* 16. Januar 2001 in Herne) ist eine deutsche Basketballspielerin.

## Laufbahn
Zolper, die das Otto-Hahn-Gymnasium Herne besuchte, spielte ab dem Altersbereich U13 in der Jugend des Herner TC. 2019 wurde sie von Trainer Marek Piotrowski in das Bundesligaaufgebot des HTC aufgenommen. In ihrer ersten Saison in der höchsten deutschen Spielklasse gewann die 1,70 Meter große Zolper mit Herne den deutschen Meistertitel sowie den DBBL-Pokal. 2022 wurde sie mit dem HTC erneut deutsche Pokalsiegerin. Nachdem sie 2024/25 in Großbritannien bei den Sheffield Hatters gespielt hatte, wechselte sie 2025 zum schwedischen Meister Södertälje BBK.
Zolper ist deutsche Nationalspielerin in der Spielart 3-gegen-3. Im Juli 2025 gewann sie im 3-gegen-3 Gold bei der Sommeruniversiade.